# 亨利·C·罗林森
亨利·C·罗林森（英語：Sir Henry Creswicke Rawlinson, 1st Baronet；1810年4月5日—1895年3月5日），英国军官、东方学家。他成功释读大流士一世的贝希斯敦铭文上面3种文字之古波斯文部分，为释读美索不达米亚楔形文字提供了线索，大大扩展了对古代中东的了解范围。

## 生平
他出生于英国牛津郡查德林顿。1827年以军校学生身份被派往印度，在英国东印度公司任职。在1833年与其他英国军官赴伊朗整编王军，从而对波斯古迹发生强烈兴趣，立志释读贝希斯敦的楔形文字铭刻。1837年发表铭文的前两段译文，后由于英国与伊朗发生冲突而被要求离开伊朗。但他又于1844年重返伊朗并获得了该铭文的巴比伦文字部分拓片，并于1846年至1851年间发表了《贝希斯敦波斯楔形文字铭文》一书，包括全部译文、语法与注释。证明其为古代波斯统治者最有价值的信息。1857年又与其他学者合作成功地释读了美索不达米亚楔形文字。开拓出了了解古代两河流域以及有关《圣经》的历史道路。1843年成为英国驻巴格达领事。并于1849年至1851年将所搜集文物赠予不列颠博物馆，承袭考古学家莱亚德成为博物馆搜集古代雕塑。1855年辞去时任东印度公司之职，受封爵士并被授予公司的钦命董事职衔。又于1858年和1865年至1868年间两次选为英国下议院议员。1859年担任英国驻伊朗德黑兰公使。于1850年和1852年分别撰有《巴比伦及亚述楔形文字铭刻注解》与《亚述史纲》等著作。1895年卒于伦敦。

## 扩展阅读
- Adkins, Lesley. Empires of the Plain: Henry Rawlinson and the Lost Languages of Babylon. London: HarperCollins, 2003 (hardcover, ISBN 0-00-712899-1); 2004 (paperback, ISBN 0-00-712900-9).
- Meyer, Karl Ernest; Brysac, Shareen Blair. Tournament of Shadows: The Great Game And the Race for Empire in Central Asia. New York: Counterpoint, 1999 (hardcover, ISBN 1-58243-028-4); New York: Basic Books, 2006 (paperback, ISBN 1-58243-106-X
- Rawlinson, George. A Memoir of Major-General Sir Henry Creswicke Rawlinson (Elibron Classics). London: Adamant Media Corporation, 2005 (hardcover, ISBN 1-4212-8893-1; paperback, ISBN 1-4021-8331-3).
- 本条目包含来自公有领域出版物的文本: Chisholm, Hugh (编).  (第11版). London: Cambridge University Press. 1911.